# Station Enfield
Station Enfield  is een spoorwegstation in Enfield in het  Ierse graafschap Meath. Het station ligt aan de lijn Dublin - Sligo. Het station wordt bediend door de intercity tussen Dublin en Sligo. Daarnaast gaan er 's ochtends vanaf Longford extra stoptreinen richting Dublin, die 's avonds weer teruggaan tot Longford. 

## Geschiedenis
Enfield lag oorspronkelijk aan de lijn van Dublin naar Galway. De verbinding met Galway eindigde toen het tracé tussen Mullingar en Athlone werd gesloten. 
In 1877 werd even voorbij Enfield een zijtak aangelegd naar Edenderry. De zijtak, en het station in Enfield, werden in 1963 gesloten. Enfield werd in 1988 weer in gebruik genomen voor passagiers.